# الشعير (ريمة)

تعديل مصدري - تعديل

قرية الشعير هي إحدى قرى عزلة بني عبدالعزيز الواقعة ضمن مديرية كسمة التابعة لمحافظة ريمة، بلغ تعداد سكانها (1883) نسمة حسب تعداد اليمن لعام 2004.

## المحلات التابعة للقرية
- السهل
- السقيه
- الحرف
- الحميدى
- القلعة
- الموزة
- الحقلة
- قراعه
- الحيث
- الرميخ
- شامد
- البرح
- حلفان
- بيت العاصمي
- الخروش
- النقيل
- الرجمة
- الملباق
- بلسه
- الوقعة
- دي مغيث
- مدور
- الجباه
- الملة
- دي حصين
- المضحى

## روابط خارجية
- الدليل الشامــل